# Torneio Minotti Mucelli
Torneio Minotti Mucelli foi um certame disputado em 1952, instituído pelo Conselho Nacional de Desporto, que colocou em disputa os quatro principais clubes mineiros da época. Todas as partidas foram disputadas em Belo Horizonte.
O título ficou com o Cruzeiro Esporte Clube.

## Equipes participantes
| Clubes Participantes      |
| ------------------------- |
| Cruzeiro Esporte Clube    |
| Clube Atlético Mineiro    |
| América Futebol Clube     |
| Villa Nova Atlético Clube |

## Súmulas

### 1ª Rodada
Villa Nova 3 x 2 Atlético
Data : 08/05/1952 
Estádio: Juscelino Kubitschek (Barro Preto), Belo Horizonte - MG, Brasil
Cruzeiro 2 x 1 América
Juscelino Kubitschek (Barro Preto), Belo Horizonte - MG, Brasil

### 2ª Rodada
Cruzeiro 4 x 2 Villa Nova
Data: 15/05/1952
Estádio: Antônio Carlos, Belo Horizonte - MG, Brasil
Atlético 2 x 7 América
Estádio: Antônio Carlos, Belo Horizonte - MG, Brasil

### 3ª Rodada
Atlético 0 x 3 Cruzeiro
Data: 22/05/1952
Otacílio Negrão de Lima (Alameda), Belo Horizonte - MG, Brasil
América 1 x 1 Villa Nova
Otacílio Negrão de Lima (Alameda), Belo Horizonte - MG, Brasil

## Classificação
| Col. | Equipe     | PTS | J | V | E | D | GP | GC | SG | PTS/J | V/J   | GP/J  | GC/J  |
| 1    | Cruzeiro   | 6   | 3 | 3 | 0 | 0 | 9  | 3  | 6  | 2,000 | 1,000 | 3,000 | 1,000 |
| 2    | América    | 3   | 3 | 1 | 1 | 1 | 9  | 5  | 4  | 1,000 | 0,333 | 3,000 | 1,667 |
| 3    | Villa Nova | 3   | 3 | 1 | 1 | 1 | 6  | 7  | -1 | 1,000 | 0,333 | 2,000 | 2,333 |
| 4    | Atlético   | 0   | 3 | 0 | 0 | 3 | 4  | 13 | -9 | 0,000 | 0,000 | 1,333 | 4,333 |

## Campeão
| Torneio Minotti Mucelli      |
| ---------------------------- |
| CRUZEIRO Campeão (1º título) |